# Erencan Yardımcı
Erencan Yardımcı, né le 4 février 2002 à Izmit en Turquie, est un footballeur turc qui évolue au poste d'avant-centre à l' Eintracht Brunswick, en prêt du TSG Hoffenheim.

## Biographie

### En club
Né à Izmit en Turquie, Erencan Yardımcı est formé au Galatasaray SK, qu'il rejoint en 2017. Le jeune attaquant signe son premier contrat professionnel le 2 août 2019. Il joue son premier match en Ligue des champions le 26 novembre 2019 face au Club Bruges KV. Il entre en jeu à la place de Jean Michaël Seri et les deux équipes font match nul ce jour-là (1-1).
Le 1er février 2021, lors du dernier jour du mercato hivernal, Erencan Yardımcı s'engage en faveur de Eyüpspor, club évoluant alors en deuxième division turque.

### En équipe nationale
Le 5 mars 2019, alors qu'il joue son premier match avec l'équipe de Turquie des moins de 17 ans face à l'Australie, Erencan Yardımcı inscrit deux buts alors qu'il était entré en cours de match, et contribue ainsi à la victoire de son équipe (4-1).
Erencan Yardımcı joue son premier match avec l'équipe de Turquie espoirs le 27 septembre 2022, contre la Géorgie. Il est titularisé et son équipe s'impose (1-0score final).